# Carlo Crivelli (Kardinal)
Carlo Crivelli (* 20. Mai 1736 in Mailand; † 19. Januar 1818 ebenda) war ein italienischer Kardinal der Römischen Kirche.

## Leben

### Herkunft und frühe Jahre
Er war eines von sechs Kindern des Stefano Gaetano Crivelli (1693–1772), Conte von Ossolaro und Senator der Stadt Mailand, ab 1762 Präsident des Magistrato Camerale von Mailand und kaiserlicher Geheimrat, und dessen Ehefrau Cristofora Marliani. Sein Bruder Giovanni Angelo Crivelli heiratete später Mariana von Colloredo, die Schwester des Kardinals Anton Theodor von Colloredo-Waldsee-Mels. Ein Onkel war Kardinal Ignazio Michele Crivelli. Nach der Schulzeit in Mailand besuchte Crivelli von 1755 bis 1759 die Päpstliche Akademie für den kirchlichen Adel und die Universität La Sapienza, wo er am 27. Juli 1761 zum Doctor iuris utriusque promoviert wurde. 1759 wurde er Ehrenkämmerer von Papst Clemens XIII. Er wurde zum Ablegatus ernannt und überbrachte seinem Onkel Ignazio Michele Crivelli nach dessen Kardinalserhebung 1759 das rote Birett nach Wien, wo der Neuernannte zu jener Zeit als Nuntius wirkte. Carlo Crivelli wurde Apostolischer Protonotar und am 6. August 1761 Referendar an den Gerichtshöfen der Apostolischen Signatur. Er wurde 1765 Prälat der Bauhütte des Petersdoms und Konsultor der Heiligen Ritenkongregation. In den Jahren darauf war er Konsultor weiterer Kongregationen sowie Assessor des Gouverneurs von Rom. 1774 wurde er Dekan des Kollegiums der Apostolischen Protonotare. Die Priesterweihe empfing Carlo Crivelli am 20. August 1775.

### Wirken als Kurienbischof
Am 11. September 1775 wurde er zum Titularerzbischof von Patrae Veteres ernannt. Die Bischofsweihe spendete ihm Kardinal Lodovico Calini, Präfekt der Kongregation für Ablässe und die heiligen Reliquien, am 21. September 1775 in der römischen Kirche Santa Anna dei Bresciani; Mitkonsekratoren waren die Kurienerzbischöfe Orazio Mattei und Giuseppe Maria Contesini, Päpstlicher Almosenier. Am 23. September 1775 wurde er zum Nuntius in der Toskana ernannt. Er kehrte 1785 nach Rom zurück, wo er am 14. Februar desselben Jahres zum Kleriker der Apostolischen Kammer und zum Präfekten der Vatikanischen Archive ernannt wurde. Vom 25. Februar 1794 bis zum 12. Februar 1798 war er Gouverneur von Rom. Unter der Römischen Republik 1798–1799 wurde er von französischen Truppen verhaftet und in der Engelsburg, später in Civitavecchia gefangengesetzt, schließlich wurde er nach Mailand verbannt.

### Kardinalat
Papst Pius VII. kreierte ihn im Konsistorium vom 23. Februar 1801 in pectore zum Kardinalpriester, dies wurde im Konsistorium vom 29. März 1802 publiziert. Den roten Hut erhielt Carlo Crivelli am 1. April desselben Jahres, und am 24. Mai 1802 wurde ihm Santa Susanna als Titelkirche zugeordnet.

### Letzte Jahre und Tod
Am 23. März 1808 wurde er von den Franzosen wiederum aus Rom ausgewiesen und zog sich nach Mailand zurück. Sein Name erschien 1815 auf einer Vorschlagsliste für die Besetzung des erzbischöflichen Stuhls von Mailand, berufen wurde jedoch Karl Kajetan von Gaisruck. Drei Jahre später starb Carlo Kardinal Crivelli in seiner Heimatstadt und wurde dort in der Kirche Santa Maria alla Porta beigesetzt.